# Valentina Levko
Valentina Nikolayevna Levko (Валенти́на Никола́евна Левко́; 13 de agosto de 1926 – 14 de agosto de 2018) fue una cantante de ópera y de cámara rusa (contralto, mezzo-soprano). Fue solista del Teatro Bolshoi de la  Unión Soviética de 1960 a 1982. En 1969, 
fue galardonada con el título de Artista del Pueblo de la RSFSR.
En 2002, fue galardonada con la Orden de Honor por tantos años de fructífera actividad en el campo de la cultura y el arte.
Murió el 14 de agosto de 2018, un días después de su 92º cumpleaños, después de una larga enfermedad.